# Maella
Maella è un comune spagnolo di 2 056 abitanti situato nella comunità autonoma dell'Aragona.
Appartenne in età medievale all'Ordine di Calatrava. Nell'abitato si poteva ancora ammirare, fino alla prima metà dell'Ottocento, un'antica fortezza, di proprietà dei cavalieri di tale Ordine, che andò in rovina a seguito di un devastante incendio prodottosi durante le Guerre carliste. La medievale Iglesia de San Esteban (Chiesa di Santo Stefano), non in buono stato di manutenzione, ha forme romaniche, mentre la Iglesia de Santa Maria è una bella costruzione del XVIII secolo, perfettamente restaurata a metà degli anni '50 del XX secolo. 
Il paese, facente parte della Frangia d'Aragona, ha, come lingua d'uso, una variante del catalano occidentale.